# Burretiokentia vieillardii
Burretiokentia vieillardii är en enhjärtbladig växtart som först beskrevs av Adolphe-Théodore Brongniart och Jean Antoine Arthur Gris, och fick sitt nu gällande namn av Rodolfo Emilio Giuseppe Pichi Sermolli. Burretiokentia vieillardii ingår i släktet Burretiokentia och familjen Arecaceae.
Artens utbredningsområde är Nya Kaledonien. Inga underarter finns listade i Catalogue of Life.